# 나콘랏차시마주
나콘랏차시마주(태국어: จังหวัดนครราชสีมา 짱왓 나콘라차시마[*])는 태국 북동부의 주(짱왓)이다. 흔히 줄여서 '코랏(태국어: โคราช)'이라고 부른다. 이웃하는 주로는 차이야품 주, 콘깬 주, 부리람 주, 사깨오 주, 쁘라찐부리 주, 나콘나욕 주, 사라부리 주, 롭부리 주가 있다.
주도는 나콘랏차시마이며, 므앙나콘랏차시마군에 위치하고 있다.

## 지리
이 지방은 코랏고원 서쪽 끝에 자리를 잡고 있다. 짜오프라야강 계곡으로 펫차분산맥과 돈파야옌산맥으로 분리된다. 이 지방에는 두 개의 국립공원이 있으며, 서쪽의 카오야이 국립공원과 남쪽으로 탑란 국립공원이 그것이다.
나콘 랏차시마 또는 코랏은 북동부 고원에서 가장 큰 주이며, 다른 북동부 주의 관문으로서의 역할을 한다. 방콕에서는 259km가 떨어져 있고, 20,494km2의 면적을 가지고 있으며 태국에서는 가장 면적이 넓은 주이기도 하다. 이 주는 크메르 문화가 많이 남아있으며, 또한 그것으로 인해 긴 역사를 가지고 있다.

## 역사
이 지역은 이미 11세기 무렵은 중요한 크메르 제국의 중심지였다. 이곳에는 앙코르왓과 같은 규모로 추측되는 크메르 유적을 가진 피마이 역사 공원이 있다. 이 해자를 가지고 있는 성읍 도시는 17세기에 아유타야 나라이 왕의 명령에 의해 최동단의 작전 기지로 만들어졌다. 이곳은 왕국의 변방을 지키는 국경이었으며, 라오스와 캄보디아의 호족들을 감시하기 위한 목적으로 만들어진 곳이다.

## 상징
타오 수라나리 기념물 또는 쿤잉모는 쁘라우 춤폰의 옛문 앞에 만들어져 있다. 꼬랏의 위대한 영웅이었던 타오 수라나리는 라마 3세의 통치기에 꼬랏 성주의 아내였다. 1826년 베안티안의 아노우봉 왕자가 이끄는 라오스 군대의 침입을 쿤잉모가 가까스로 막아내었다. 라마 3세는 타오 수라나리에게 쿤잉모라는 지위를 하사하였고, 그녀의 용맹을 기렸다.
이 주의 주목은 사톤이며, 슬로건은 다음과 같다.
위대한 여인의 땅, 좋은 비단, 코랏의 쌀국수, 피마이 역사공원, 그리고 단키안 자기

## 행정 구역
이 지방에는 32개의 암프가 있고, 263개의 땀본이 있으며, 다시 3743개의 무반 (행정 구역)이 있다.
| 1. 므앙나콘랏차시마군 2. 콘부리군 3. 승상군 4. 콩군 5. 반루에암군 6. 착까랏군 7. 촉차이군 8. 단쿤톳군 9. 논타이군 10. 논숭군 11. 캄사깨생군 12. 부아야이군 13. 쁘라타이군 14. 빡통차이군 15. 피마이군 16. 후아이탈랭군 | 1. 춤푸앙군 2. 숭는군 3. 캄탈레소군 4. 시키오군 5. 빡총군 6. 농분막군 7. 캥사남낭군 8. 논댕군 9. 왕남키아오군 10. 테파락군 11. 므앙양군 12. 프라통캄군 13. 람타멘차이군 14. 부아라이군 15. 시다군 16. 찰름프라끼앗군 |

- 2007년 3월 15일 기준으로, 아래의 81개의 킹암프를 암프를 승격했다.

| 급   | 이름                     | 면적 (sq.km.) | 주청과의 거리 (km.) | 일자 | 하위 (단위) | 촌 (단위) | 인구    | 인구    | 인구    |
| 급   | 이름                     | 면적 (sq.km.) | 주청과의 거리 (km.) | 일자 | 하위 (단위) | 촌 (단위) | 남      | 녀      | 전체    |
| ---- | ------------------------ | ------------- | ------------------- | ---- | ----------- | --------- | ------- | ------- | ------- |
| 특별 | Mueang Nakhon Ratchasima | 755.596       | 0                   | 1895 | 25          | 243       | 212,627 | 221,211 | 433,838 |
| 1    | Dan Khun Thot            | 1,428.14      | 84                  | 1908 | 16          | 220       | 62,571  | 63,347  | 125,918 |
| 1    | Bua Yai                  | 305.028       | 101                 | 1886 | 10          | 121       | 41,855  | 42,278  | 84,133  |
| 1    | Pak Thong Chai           | 1,374.32      | 34                  | 1910 | 16          | 213       | 56,716  | 58,950  | 115,666 |
| 1    | Phimai                   | 896.871       | 60                  | 1900 | 12          | 208       | 64,421  | 66,024  | 130,445 |
| 1    | Sikhio                   | 1,247.07      | 45                  | 1955 | 12          | 169       | 60,898  | 61,163  | 122,061 |
| 1    | Pak Chong                | 1,825.17      | 85                  | 1955 | 12          | 217       | 91,146  | 91,685  | 182,831 |
| 2    | Khon Buri                | 1,816.85      | 58                  | 1939 | 12          | 152       | 46,086  | 47,167  | 93,253  |
| 2    | Chakkarat                | 501.672       | 40                  | 1953 | 8           | 108       | 34,441  | 34,643  | 69,084  |
| 2    | Chok Chai                | 503.917       | 30                  | 1905 | 10          | 126       | 37,297  | 39,223  | 76,520  |
| 2    | Non Sung                 | 676.981       | 37                  | 1897 | 16          | 195       | 62,639  | 65,374  | 128,013 |
| 2    | Prathai                  | 600.648       | 97                  | 1961 | 13          | 148       | 38,622  | 38,761  | 77,282  |
| 2    | Sung Noen                | 782.853       | 36                  | 1901 | 11          | 125       | 38,429  | 40,181  | 78,610  |
| 2    | Huai Thalaeng            | 495.175       | 65                  | 1961 | 10          | 120       | 37,443  | 37,131  | 74,574  |
| 2    | Chum Phuang              | 540.567       | 98                  | 1959 | 9           | 130       | 40,918  | 41,038  | 82,161  |
| 3    | Soeng Sang               | 1,200.24      | 88                  | 1976 | 6           | 84        | 33,733  | 33,302  | 67,032  |
| 3    | Khong                    | 454.737       | 79                  | 1938 | 10          | 155       | 40,052  | 41,076  | 81,128  |
| 3    | Non Thai                 | 541.994       | 28                  | 1900 | 10          | 131       | 36,126  | 37,592  | 73,718  |
| 3    | Kham Sakaesaeng          | 297.769       | 50                  | 1968 | 7           | 72        | 21,423  | 21,753  | 43,176  |
| 3    | Kaeng Sanam Nang         | 107.258       | 130                 | 1986 | 5           | 56        | 18,782  | 19,054  | 37,836  |
| 3    | Wang Nam Khiao           | 1,130.00      | 70                  | 1992 | 5           | 83        | 20,416  | 20,503  | 40,910  |
| 4    | Ban Lueam                | 218.875       | 85                  | 1976 | 4           | 39        | 10,620  | 10,732  | 21,351  |
| 4    | Nong Bunmak              | 590.448       | 52                  | 1983 | 9           | 104       | 29,424  | 29,316  | 58,740  |
| 4    | Thepharak                | 357.465       | 90                  | 1995 | 4           | 58        | 12,002  | 11,451  | 23,453  |
| 4    | Phra Thong Kham          | 359.522       | 45                  | 1996 | 5           | 74        | 21,260  | 21,680  | 42,940  |
| 4    | Sida                     | 162.825       | 85                  | 1997 | 5           | 50        | 12,087  | 12,133  | 24,220  |
| 4    | Bua Lai                  | 106.893       | 103                 | 1997 | 4           | 45        | 12,374  | 12,450  | 24,824  |
| 4    | Non Daeng                | 193.407       | 30                  | 1989 | 5           | 65        | 12,597  | 12,984  | 25,581  |
| 4    | Kham Thale So            | 203.605       | 22                  | 1966 | 5           | 46        | 14,091  | 14,021  | 28,112  |
| 4    | Mueang Yang              | 255.522       | 110                 | 1995 | 4           | 44        | 14,321  | 14,038  | 28,359  |
| 4    | Lam Thamenchai           | 308.457       | 120                 | 1996 | 4           | 59        | 16,114  | 15,953  | 32,067  |
| 4    | Chaloem Phra Kiat        | 254.093       | 18                  | 1996 | 5           | 61        | 16,966  | 17,411  | 34,377  |

## 관광
- 담는 사두악 수상시장
- 와 프라 시 라타나 마하탓
- 왓 콩카람의 벽화

## 문화
- 랏차부리 관광 축제
- 포토와 수상 시장의 주말 시장
- 카오 호 또는 앙미통 축제